# 醛醣

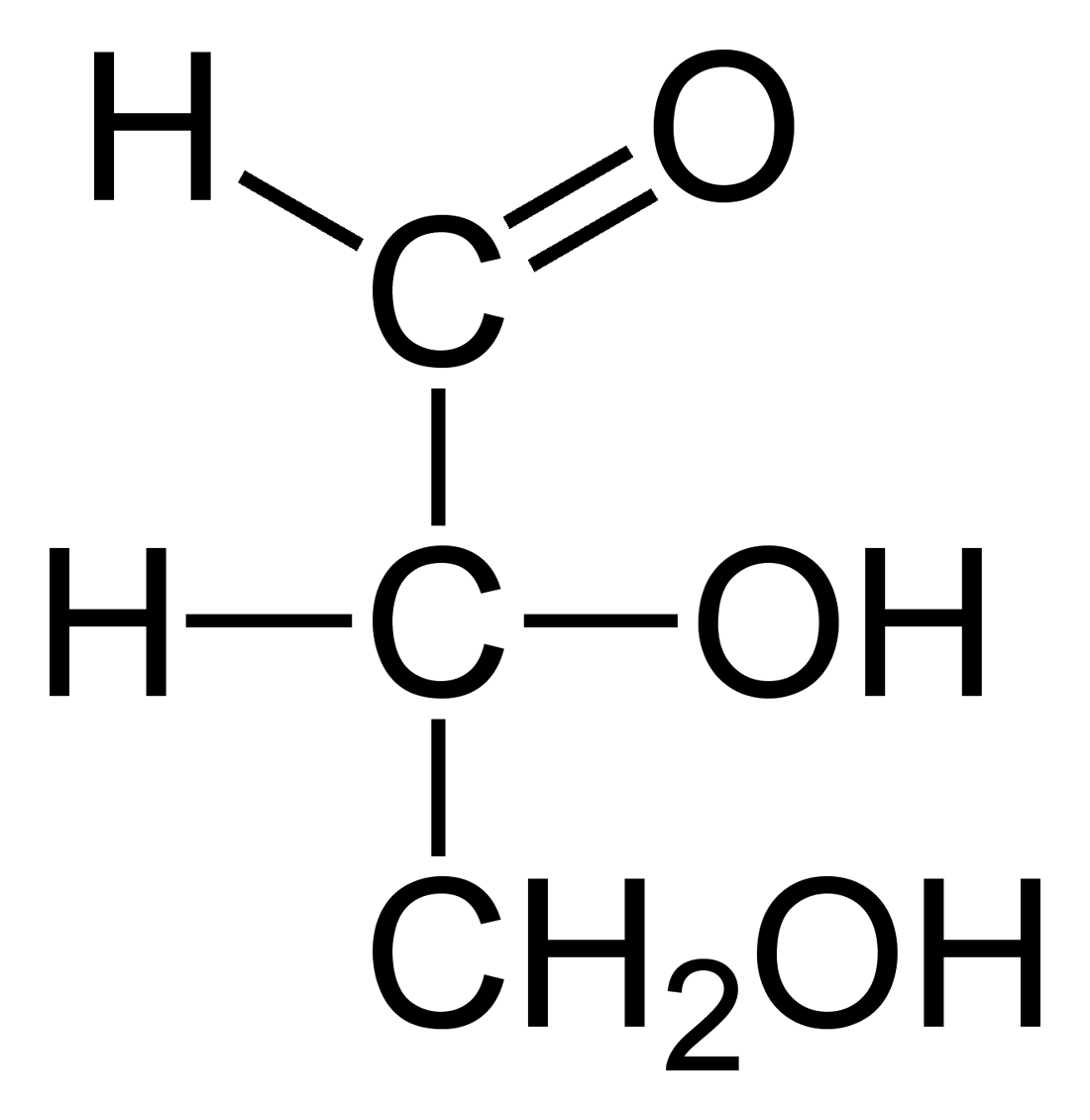
D-甘油醛

醛醣（英語：aldose）是一類單醣，每個分子含有一個醛基，化學式的規律為CnH2nOn（n≥3）。 
甘油醛是構造最簡單的醛醣，這種醣只含有3個碳原子。

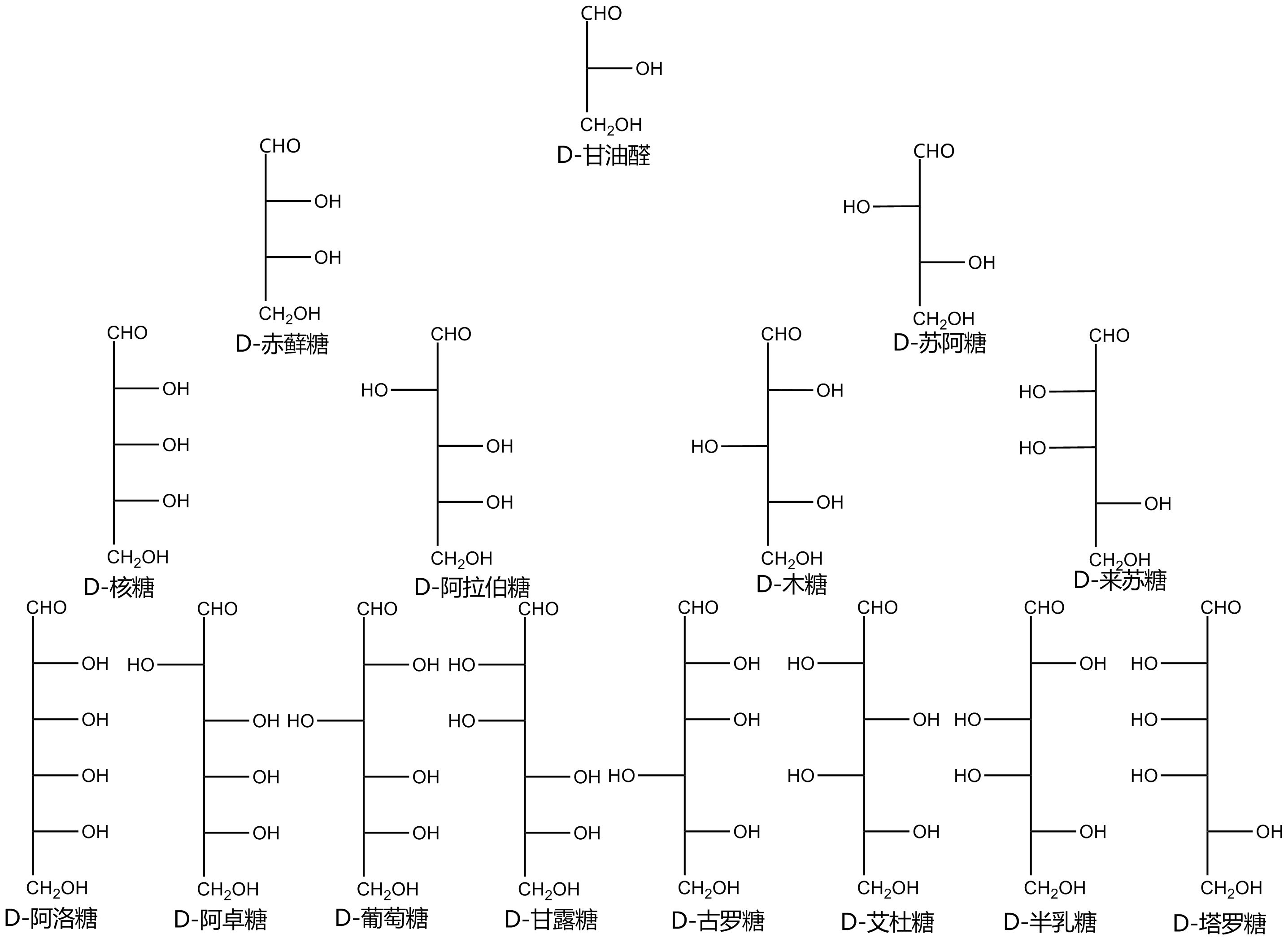
醛糖表